# Larisa Șavga
Larisa Șavga (n. 13 martie 1962, satul Cioburciu, raionul Slobozia) este o profesoară universitară de științe economice din Republica Moldova, care a îndeplinit funcția de Ministru al Educației al Republicii Moldova între 2008 - 2009.

## Biografie
Larisa Șavga s-a născut în anul 1962, în satul Cioburciu din raionul Slobozia. A urmat studii universitare în specialitatea merceologie și organizarea comerțului cu mărfuri nealimentare la Facultatea de Economia comerțului și merceologie din cadrul Universității de Stat din Chișinău (1979-1983), apoi studii de doctorat la Catedra de economie și organizare a comerțului din cadrul aceleiași universități (1983-1986), obținând titlul academic de doctor habilitat în științe economice. Ulterior a urmat și studii postuniversitare în relații internaționale la Academia de Administrare Publică pe lângă Președintele Republicii Moldova (1996-1999).
După absolvirea facultății, a lucrat o scurtă perioadă ca laborantă la Catedra de merceologie a Universității de Stat din Moldova (1983), apoi începând din anul 1986 a predat la mai multe instituții de învățământ superior din Republica Moldova, avansând până la gradul didactic de profesor universitar. Astfel, a fost colaborator științific inferior (1986-1988) și colaborator științific superior (1988-1992) la filiala moldovenească a Institutului unional de cercetări științifice în domeniul studierii cererii populației și a conjuncturii pieței.
Larisa Șavga a îndeplinit apoi funcția de șef de studii, director adjunct pe activitatea științifică și științifico-metodică, șef al Centrului științifico-didactic la Colegiul cooperatist din Moldova (1992-1993) și pe cea de prorector al Universității Cooperatist-Comerciale din Moldova (1993-2004). Începând din anul 2004 a fost prim-vicepreședinte al Biroului Executiv „Moldcoop”, profesor universitar, membru al Senatului și al Consiliului de Administrație la Universitatea Cooperatist-Comercială din Moldova.
În baza votului de încredere acordat de Parlament, prin Decret al Președintelui Republicii Moldova, la data de 31 martie 2008, Larisa Șavga a fost numită în funcția de ministru al educației și tineretului în noul guvern format de Zinaida Greceanîi.
Larisa Șavga vorbește engleza (la nivel de conversație) și limba rusă. Ea este căsătorită și are două fete.

## Lucrări publicate
- Managementul previzional al necesarului de resurse umane (Ed. Academiei Economice, Chișinău, 1999)